# 禅興寺 (鎌倉市)
禅興寺（ぜんこうじ）は、かつて相模国（現在の神奈川県鎌倉市山ノ内）に存在し、明治元年に廃寺となった臨済宗の寺院。正式には禅興久昌禅寺という。

## 歴史
鎌倉幕府五代執権北条時頼は、鎌倉の山ノ内に有していた私邸を出家得度した際に最明寺とし、建長寺開山蘭渓道隆大覚禅師を戒師として法名を覚了房道崇と名乗った。
北条時頼の死後、最明寺は廃寺となっていたが、八代執権の北条時宗が、文永年中、蘭渓道隆を開山として廃寺となっていた最明寺を再興し、禅興寺とした。蘭渓道隆は、文永2年（1256年）に建仁寺に移っており、二年の後また鎌倉に戻った。その後の時期に禅興寺を開いたように記している。（明月院目子）
弘安3年（1280年）に来朝した鏡堂覚円も、鎌倉では直ちに禅興寺に入っている。
元亨3年（1323年）の北条貞時十三年忌には、９２名の僧衆が出頭しており、その数は、建長寺、円覚寺、寿福寺、浄智寺に次ぐものであった。歴代住持には大休正念、鏡堂覚円、東明慧日など中国僧の名が確認できる。
暦応4年（1341年）8月頃、禅興寺はすでに十刹の第二位に列せられ、その後、延文3年（1358年）9月に十刹の第一位、康暦2年（1380年）に十刹の第二位、至徳3年（1386年）7月に関東十刹の第一位となった。足利氏とはさしたる関係もない禅興寺が、関東にあってこれだけの上位を維持しているのは、鎌倉時代に既に叢林における地位が確立していたからであろう。住持には桑田道海、約翁徳倹等の名も見える。五山記考異には、仏殿、法堂、僧堂、経蔵、山門、稜厳塔、昭堂その他が見えるから、盛時にはこれ以下ではなかったと考えられている。
康暦元年（1379年）足利氏満（関東公方）が、関東管領上杉憲方に禅興寺の中興を命じる。上杉憲方は、出家後に禅興寺の中に蘭渓道隆5世法孫の密室守厳を開山に、塔頭明月院を建てた。
永正6年（1509年）には、足利政氏が復興に力を入れ、禅興寺八世玉隠英璵が再興に尽力した。この時期は後北条氏鎌倉入部以前にあたり、この時期に再興した寺院は鎌倉では珍しい。
天正9年（1581年）には、足利義昭が、恵澄を禅興寺住持に任命しており、このころまでは健在であった。
延宝6年（1678年）禅興寺に入寺した東陽道杲が、天和2年（1682年）梵鐘を鋳造、本尊釈迦如来像を造立するなど再建に尽力したが、貞享（1684年から1687年）頃には仏殿一つ明月院に付属したような形でつづいていくことになる。
明月院は禅興寺の塔頭であるが、寺とは独立した寺領をもっており、かつ檀那が関東管領上杉氏であったために生き残った。禅興寺は明治元年に廃寺となり、明月院のみを残し、現在に至っている。
また、明月院木造釈迦如来像銘札によると、この像は、天和2年（1682年）禅興寺本尊として造立されたもので、仏師は三橋勘兵衛である。

## 関連文献
- 河井恒久 等編 編「巻之三 禅興寺」『新編鎌倉志』 第5冊、大日本地誌大系刊行会〈大日本地誌大系〉、1915年、63-65頁。NDLJP:952770/46。